# Fuencaliente de la Palma
Fuencaliente de la Palma è un comune spagnolo di 1 833 abitanti situato nella comunità autonoma delle Canarie. Si trova nell'isola di La Palma.
In questo comune, dal nome appropriato, si trovano i vulcani ancora attivi dell'isola. Numerose sono state le eruzioni in tempi storici.